# James P. Hogan
James P. Hogan (Lowell, 21 de setembro de 1890 – Los Angeles, 4 de novembro de 1943) foi um cineasta norte-americano da era do cinema mudo. Seus filmes incluem Bulldog Drummond's Secret Police (1939) e The Mad Ghoul (1943), seu último filme.

## Filmografia selecionada
- The Skywayman (1920)
- The Little Grey Mouse (1920)
- Bare Knuckles (1921)
- Where's My Wandering Boy Tonight? (1922)
- The Texans (1938)
- Enemy Agents Meet Ellery Queen (1942)
- No Place for a Lady (1943)
- The Strange Death of Adolf Hitler (1943)
- The Mad Ghoul (1943)